# Béatrice Mottoulle
Béatrice Mottoulle, née le 2 juillet 1956 à Ougrée, est une nageuse belge spécialiste des épreuves en brasse et en nage libre.

## Biographie
Entre 1970 et 1974, Béatrice Mottoulle remporte onze titres belges en natation. En nage libre, elle gagne le 200 m en 1971, 400 m et 800 m en 1970, en brasse le 200 m trois fois (1971, 1972 et 1973) et deux fois au 100 m (1972 et 1974). Dans le quatre nages individuel, elle remporte trois titres, 400 m en 1971 et 1972 et sur 200 m en 1972.
Elle bat des records de Belgique également tels que le 400 m nage libre en grand bassin ou petit bassin.
Elle appartient au club de Mosan Liège.
En 1972, elle participe aux jeux olympiques de Munich et apparaît dans le 100 et 200m et le 4x400 4 nages.